# Талінський район
Талі́нський район — колишній район у складі Вірменії, після адміністративної реформи 1995 року увійшов до складу марзи Арагацотн. На сьогодні використовується лише в статистичних цілях.
Адміністративний центр району — місто Талін.
Утворений 1930 року.
Район поділявся на 23 сільських ради: Агагчинська (?), Аккойська (Акко), Акунцька (Акунк), Арецька (Арег), Ашнацька (Ашнак), Байсизька (Байсиз), Барозька (?), Верін-Калакутська (?), Дзитанковська (Дзитанков), Єхніцька (Єхнік), Зарнджинська (Зарнджа), Какавадзорська (Какавадзор), Кармрашенська (Кармрашен), Кялашбецька (Кялашбек), Мастаринська (Мастара), Мегрібанська (?), Неркін-Базмабердська (Неркін-Базмаберд), Неркін-Сасунашенська (Неркін-Сасунашен), Нор-Артіцька (Нор-Артік), Сабунчинська (?), Тліцька (Тлік).
| Населення Талінського району                | Населення Талінського району | Населення Талінського району | Населення Талінського району | Населення Талінського району |
| ------------------------------------------- | ---------------------------- | ---------------------------- | ---------------------------- | ---------------------------- |
| Рік                                         |                              |                              | Населення                    |                              |
| 1989                                        | 1989                         |                              | 39600                        | 39600                        |
| 2002                                        | 2002                         |                              | 30800                        | 30800                        |
| 2003                                        | 2003                         |                              | 30773                        | 30773                        |
| 2004                                        | 2004                         |                              | 30838                        | 30838                        |
| 2005                                        | 2005                         |                              | 30971                        | 30971                        |
| 2006                                        | 2006                         |                              | 30982                        | 30982                        |
| 2007                                        | 2007                         |                              | 31071                        | 31071                        |
| 2008                                        | 2008                         |                              | 31103                        | 31103                        |
| 2009                                        | 2009                         |                              | 31261                        | 31261                        |
| 2010                                        | 2010                         |                              | 31415                        | 31415                        |
| 2011                                        | 2011                         |                              | 31581                        | 31581                        |
| 2012                                        | 2012                         |                              | 31717                        | 31717                        |
| Джерело: Статистичні дані за 2002-2012 роки |                              |                              |                              |                              |